# أوريليو مولينا
أوريليو مولينا (بالإسبانية: Aurelio Molina)‏ (6 أغسطس 1978 في المكسيك - ) هو لاعب كرة قدم مكسيكي في مركز الدفاع. لعب مع تايجرز أونال ونادي تيخوانا وتيبورونيس روخوس دي فيراكروز وColibríes de Morelos ‏ ونادي سيلايا ودورادوس سينالوا.